# Vladimir Vladimirovič Sofronickij
Vladimir Vladimirovič Sofronickij (in russo Владимир Владимирович Софроницкий?; 8 maggio 1901 – 26 agosto 1961) è stato un pianista russo, grande interprete di Skrjabin e Fryderyk Chopin.

## Biografia
Sofronickij nacque a Pietrogrado nel 1901, diede il suo primo concerto nel 1919, e si diplomò al conservatorio nel 1921. Lo stesso anno sposò Elena Skrjabina, pianista sua compagna di studi e figlia di Aleksandr Skrjabin. Successivamente Sofronickij compì un periodo di studio a Varsavia, durante il quale diede alcuni concerti in Polonia. Vi ritornò nel 1928, e in quell'anno suonò anche a Parigi.
Nel 1936 fu nominato insegnante titolare di pianoforte al Conservatorio di Leningrado, ma il suo carattere difficile e il suo stile estremamente soggettivo lo resero un modello scarsamente seguibile e, contrariamente a quanto accadde per quasi tutti i grandi pianisti russi della sua epoca, nessuno dei suoi allievi divenne un concertista di rilievo.
Nonostante questo, la sua fama era riconosciuta in Russia, e Sofronickij era un concertista molto rinomato, vincitore del Premio di Stato dell'URSS nel 1943. Due anni dopo fu scelto, insieme ad Ėmil' Gilel's, per partecipare alla delegazione russa alla conferenza di Potsdam, dove suonò per intrattenere i Tre Grandi. Questa è stata, insieme ai suoi concerti del 1928, l'unica esibizione di Sofronickij all'estero, e per questo motivo, malgrado la sua fama in patria aumentasse in continuazione, fuori dalla Russia era pressoché sconosciuto.
Negli ultimi anni Sofronickij spostò la sua attività da Leningrado a Mosca, e dava spesso concerti nelle sale del conservatorio. L'isolamento, il carattere nervoso e scostante e i due matrimoni falliti contribuirono a farlo cadere preda dell'alcol e della droga. Nel 1960 si ammalò di cancro, rifiutò di curarsi e morì qualche mese dopo, nel 1961.

## Formazione
Sofronickij ha una particolarità tra i grandi pianisti: è difficilissimo reperire informazioni sui suoi insegnanti: ogni fonte riporta nomi diversi, e a stento è stato "svelato" il mistero sulla sua formazione. Le molte leggende che circolavano su di lui lo volevano allievo dei più grandi nomi del pianismo russo dei primi anni del Novecento: Felix Blumenfeld, Aleksandr Glazunov. In realtà, Sofronickij studiò a Varsavia con Anna Lebedeva-Getsevich e con Aleksandr Michalovskij che, pur essendo quasi sconosciuto all'estero, era uno degli interpreti di Fryderyk Chopin più apprezzati in Polonia. A Leningrado, Sofronickij fu quasi sicuramente allievo di Leonid Nikolaev. Comunque, questa difficoltà nel reperire informazioni sui suoi maestri è indice del fatto che è molto difficile trovare influenze di altri pianisti nel personalissimo stile di Sofronickij.

## Stile
Come tutti i grandi pianisti russi dell'epoca, Sofronickij era dotato di una grande tecnica, che gli consentiva di eseguire alcune delle più difficili composizioni per pianoforte, e di mantenere il suo grande repertorio studiando relativamente poco. Alla tecnica, aggiungeva anche uno stile del tutto particolare, basato su letture soggettive dei pezzi e su un'ispirazione incredibile: nelle sue serate migliori, era capace di interpretazioni estremamente coinvolgenti ed espressive (un ottimo esempio è la parte centrale del primo Scherzo di Chopin). Nonostante la grande variabilità delle sue letture dei pezzi, Sofronickij non volle mai essere visto come un "intuitivo", un improvvisatore: secondo lui, tutte le sue differenti visioni dello stesso brano erano ragionate, e decideva quale suonare in base all'effetto che il pubblico dava su di lui, e al suo stato d'animo della serata.
Il suo stile molto personale fece sì che, malgrado il pubblico lo seguisse calorosamente, gli altri musicisti non lo vedevano come un maestro o come un modello, e questo contribuì ad aumentarne l'isolamento e i problemi di carriera.

## Attività concertistica - Repertorio
Una delle tante leggende che circolavano su Sofronickij raccontava che se avesse eseguito ininterrottamente tutti i pezzi nel suo repertorio, avrebbe suonato per una settimana. Anche senza arrivare a questi livelli, Sofronickij aveva comunque un repertorio molto vasto, che copriva praticamente tutti gli ambiti della musica pianistica: vi si trovavano vari pezzi di Bach, Scarlatti, Mozart, Haydn, una buona parte delle sonate di Beethoven, molto Liszt, Chopin, Schubert. Degna di nota fu la sua forte associazione con i compositori russi, in particolare Ljadov, Prokof'ev, Rachmaninov. Sofronickij fu uno dei pochi pianisti russi ad ottenere l'autorizzazione a suonare pezzi di Rachmaninov anche negli anni in cui questo compositore era stato messo al bando per la sua denuncia del regime sovietico.
Ma la fama di Sofronickij è dovuta soprattutto alle sue letture dei pezzi di Aleksandr Skrjabin. Oltre ai legami di parentela, Sofronickij crebbe musicalmente in un clima fortemente influenzato dalla figura e dalle innovazioni scriabiniane, e divenne un forte ammiratore e divulgatore di quelle idee: i concerti di Sofronickij in cui erano assenti pezzi di Skrjabin erano molto rari, nel suo repertorio c'era praticamente tutta l'opera pianistica scriabiniana, e fortunatamente sono rimaste moltissime incisioni, spesso di grande livello, che gli danno un posto tra i più grandi interpreti di questo compositore che siano mai esistiti.
Sofronickij era di carattere molto nervoso e scostante, ed era per lui molto difficile suonare con altri musicisti. Infatti, dal suo repertorio sono praticamente assenti sia concerti con orchestra che musica da camera. L'unica persona con cui aveva affinità era il direttore d'orchestra Nikolaj Golovanov, con cui suonò varie volte il Concerto di Skrjabin e il Prometheus, di cui esistono registrazioni.
I programmi da concerto che Sofronickij prediligeva erano di due tipi: quelli monografici (riferiti ad un unico compositore), come quelli dedicati solo a Chopin, eseguiti a Varsavia, a Mosca nel 1949 (100 anni dalla morte) e nel 1960 (150 anni dalla nascita), o i recital dedicati soltanto a Skrjabin, eseguiti regolarmente nel corso della carriera; a questi concerti si alternavano programmi antologici, con una grande varietà di compositori e di pezzi, anche impegnativi, disposti in ordine cronologico, in modo da ripercorrere la storia della musica pianistica. Un esempio è il programma del concerto al Conservatorio di Mosca del 1960:
- Wolfgang Amadeus Mozart: Fantasia in Do Minore K475
- Schubert: Improvvisi op. 90 no. 3 e 4
- Schumann: Sonata op. 11
- Chopin: Notturni op. 15 no. 1 e 2, Scherzi no. 1 e 2
- Rachmaninov: Moments Musicaux op. 16 no. 5 e 2
- Skrjabin: Sonata no. 4, Poeme Tragique, Valse, Etude op. 8 no. 11

Nel 1937-38 realizzò un ciclo di una dozzina di concerti con cui presentò la storia della letteratura tastieristica da Buxtehude a Shostakovich.

## Incisioni
Sofronickij detestava incidere in studio, ritenendo di non riuscire ad esprimersi senza un pubblico, perché il pubblico, l'impressione che esso gli suscitava, svolgeva un'influenza molto importante sulle sue interpretazioni. Per rapportarsi più direttamente col pubblico, quando dava concerti sceglieva sempre sale piuttosto piccole, come la sala piccola del conservatorio di Mosca, o le stanze del museo Skrjabin, che potevano ospitare al massimo poche decine di ascoltatori. Questo fece sì che le persone che avevano occasione di sentirlo dal vivo fossero molto poche, aumentando moltissimo l'interesse su di lui e la sua fama "leggendaria" Grazie alla grande notorietà di Sofronickij e all'interesse che continuava a suscitare nel suo pubblico, moltissimi dei suoi concerti furono registrati e, malgrado il suo rifiuto a entrare negli studi, le sue registrazioni superano di gran lunga quelle lasciate da tutti gli altri pianisti della sua generazione. Sofronickij riascoltava sempre i nastri prima di autorizzarne la pubblicazione, e spesso distruggeva personalmente quelli che non gli piacevano, per evitare che altri li divulgassero senza il suo permesso.
Le sue registrazioni più importanti sono quelle di musiche di Skrjabin, e in esse i livelli di tensione raggiunti sono unici e impareggiabili anche a distanza di molti anni. La Terza sonata, la Nona (messa nera) sono esempi perfetti di questo stile denso e agitato. Ugualmente notevoli sono i pezzi brevi, i Preludi, gli Studi, dove riesce a cogliere infiniti aspetti e ad ottenere gli stili e gli effetti più vari. Importanti sono anche le sue registrazioni di Chopin, da ricordare i concerti del centenario del 1949, Schumann (Fantasia, Sonata op. 11, Studi sinfonici, Carnaval), Liszt.
Altre registrazioni di pregio sono quelle di compositori russi: Rachmaninov (Preludi, Etudes-Tableaux), Prokof'ev, e altre rarità (Ljadov, Borodin). Tra i concerti, da segnalare il recital di Mosca del 13 maggio 1960, che contiene le sue memorabili interpretazioni della Fantasia k 475 di Mozart, della Sonata op. 11 di Schumann e dei primi due Scherzi di Chopin. Però i dischi di Sofronickij sono stati pubblicati soltanto da etichette russe o giapponesi e in Italia sono molto difficili da trovare. Le registrazioni di Sofronitsky documentano una delle più intense e individuali personalità pianistiche del XX secolo.